# Dzień mianowania
Dzień mianowania (tyt. oryg. Dita e parë e emerimit) – albański film fabularny z roku 1981 w reżyserii Rikarda Ljarji.

## Fabuła
Bardha kieruje jedną z rolniczych spółdzielni produkcyjnych, a Gjika jest inżynierem w kopalni, opracowującym nowoczesne metody wydobycia. Ich praca zwraca uwagę władz centralnych. Wezwana do Tirany Bardha obejmuje stanowisko dyrektorki departamentu, a Gjika stanowisko wiceministra. Nominacje te zostają przyjęte z radością przez rodziny, a także przez podległych im dotąd pracowników.

## Obsada
- Roza Anagnosti jako Bardha
- Fane Bita jako Gjika
- Viktor Çaro jako Besim
- Birçe Hasko jako kierowca Fiata
- Fadil Kujovska jako kierowca
- Margarita Xhepa jako Drita